# Barbara Lah
Barbara Lah (née le 24 mars 1972 à Gorizia) est une athlète italienne, spécialiste du triple saut. 

## Biographie

### Palmarès
| Date | Compétition           | Lieu     | Résultat | Performance |
| ---- | --------------------- | -------- | -------- | ----------- |
| 1995 | Championnats du monde | Göteborg | 8e       | 14,18 m     |
| 1995 | Universiade           | Fukuoka  | 3e       | 13,85 m     |
| 2003 | Championnats du monde | Paris    | 6e       | 14,38 m     |

### Records
| Épreuve     | Épreuve      | Performance | Lieu  | Date         |
| ----------- | ------------ | ----------- | ----- | ------------ |
| Triple saut | En plein air | 14,38 m     | Paris | 26 août 2003 |
| Triple saut | En salle     | 14,01 m     | Gênes | 2 mars 2003  |